# Бракел
Бракел (на нидерландски: Brakel) е селище в Западна Белгия, провинция Източна Фландрия. Намира се на 35 km западно от Брюксел. Населението му е 14 781 души (по приблизителна оценка от януари 2018 г.).
В Бракел е роден политикът Херман де Кро (р. 1937).